# Ganwoko
Ganwoko est une commune rurale située dans le département de Manga de la province du Zoundwéogo dans la région Centre-Sud au Burkina Faso.

## Santé et éducation
Les centres de soins le plus proche de Ganwoko sont le centre de santé et de promotion sociale (CSPS) et le centre médical avec antenne chirurgicale (CMA) de Manga.